# Camponotus abscisus
Camponotus abscisus é uma espécie de inseto do gênero Camponotus, pertencente à família Formicidae.